# Qualificazioni al Campionato caraibico di calcio 1988
Sono elencate di seguito le date e i risultati per le qualificazioni al Campionato caraibico di calcio 1988.

## Formula
9 membri CFU: Martinica (come paese ospitante) è qualificato direttamente alla fase finale. Rimangono 8 squadre per 3 posti disponibili per la fase finale. Le qualificazioni si dividono in due turni:
- Primo turno: 4 squadre, giocano partite di andata e ritorno. Le vincenti accedono al secondo turno.
- Secondo turno: 6 squadre, giocano partite di andata e ritorno. Le vincenti si qualificano alla fase finale.

## Primo Turno
| 29 novembre 1987                                                     | Barbados  | 0 – 4                              | Trinidad e Tobago |  |
| \| \| \| \| \| \| Marcatori \| 8’ Charles 28’ Lewis 68’ 75’ Jones \| |           |                                    |                   |  |
|                                                                      |           |                                    |                   |  |
|                                                                      | Marcatori | 8’ Charles 28’ Lewis 68’ 75’ Jones |                   |  |

| 6 dicembre 1987 | Trinidad e Tobago | 5 – 1 | Barbados |  |

Trinidad e Tobago qualificato al secondo turno.
| 11 novembre 1987 | Guyana francese | 1 – 1 | Suriname |  |

| 5 dicembre 1987 | Suriname | 1 – 0 | Guyana francese |  |

Suriname qualificato al secondo turno.

## Secondo Turno
| 6 marzo 1988 | Dominica | 0 – 0 | Antigua e Barbuda |  |

| 20 marzo 1988                                                                   | Antigua e Barbuda | 2 – 1        | Dominica |  |
| \| \| \| \| \| Gonsalves 18’ (rig.) Anthony 70’ \| Marcatori \| 44’ McIntyre \| |                   |              |          |  |
|                                                                                 |                   |              |          |  |
| Gonsalves 18’ (rig.) Anthony 70’                                                | Marcatori         | 44’ McIntyre |          |  |

Antigua e Barbuda qualificato alla fase finale.
| Georgetown 17 aprile 1988 | Guyana | 0 – 4 | Trinidad e Tobago |  |

| Port of Spain 8 maggio 1988 | Trinidad e Tobago | 0 – 0 | Guyana |  |

Trinidad e Tobago qualificato alla fase finale. (Partite valide anche come qualificazione al Campionato CONCACAF 1989).
| 1988 | Suriname | 1 – 1 | Guadalupa |  |

| 1988 | Guadalupa | 0 – 0 | Suriname |  |

Guadalupa qualificato alla fase finale.